# Universal (filosofia)
O universal é um conceito metafísico que caracteriza uma propriedade ou uma relação que pode ser exemplificada por um número de coisas particulares diferentes. É uma ideia ou essência comum a todas as coisas que agrupamos sob um mesmo signo linguístico. Por exemplo, cada coisa branca é um exemplar ou um espécime da propriedade da brancura; e cada coisa quadrada é um exemplar da propriedade da quadratura. As coisas abrigadas por um universal são assim semelhantes em algum aspecto.
- "o problema dos universais diz respeito à determinação do fundamento e do valor dos conceitos e termos - por exemplo 'animal' e 'homem' - universais aplicáveis a uma multiplicidade de indivíduos. Mas em geral, trata-se de um problema que diz respeito à determinação da relação entre as ideias ou categorias mentais, expressas em termos linguísticos, e as realidades extramentais, ou, em última análise,o problema da relação entre as vocês e as res, entre as palavras e as coisas, entre o pensamento e o ser."[2]

Há várias teorias sobre o universal:
- Para os realistas, universal é o ente predicado de vários outros (ou, em particular, todos os demais) entes. Ele existe objetivamente: seja como uma realidade em si, transcendente em relação ao particular (universais ante rem, vide Platão), seja como um imanente encontrado em todas as coisas individuais (universidade in re, vide Aristóteles).
- Para o conceitualismo, universal é tão somente aquele conteúdo ou conceito que é inteligível para a nossa mente: é uma representação do intelecto, que a deriva das coisas (universalia post rem) e com essas guarda alguma semelhança.

Sob o ponto de vista lógico e gramatical (mas com repercussão sobre os problemas teológicos e metafísicos), podemos ainda mencionar uma terceira teoria:
- Para os nominalistas, o universal é puramente um nome, uma simples emissão fonética, um flatus vocis. Em outras palavras, nada mais é que um mero som que sai da boca de um falante.

Assim, há várias perspectivas acerca da forma como ter em mente a percepção de uma propriedade geral, como de um seu exemplar particular. O problema dos universais é um tema que foi muito debatido por parte dos grandes filósofos medievais, entre os quais se destacaram Boécio, Guilherme de Ockham e Porfírio.